# Il destino del cacciatore
Il destino del cacciatore (titolo originale Assegai) è un romanzo di Wilbur Smith, pubblicato nel 2009.

## Trama
La storia si svolge nell'Africa Orientale Britannica negli anni a cavallo dello scoppio della prima guerra mondiale ed ha per protagonista Leon Courteney, un giovane sottotenente dei King's African Rifles. Durante un pattugliamento nella Rift Valley la sua squadra di Ascari viene attaccata da un gruppo di ribelli nandi. Soverchiati dagli avversari, gli Ascari cadono ad uno ad uno, unici sopravvissuti Leon e il suo sergente masai Manyoro, ferito gravemente. I due riescono a fuggire e Leon si trascina il compagno oramai stremato per 50 km nella boscaglia fino a raggiungere il villaggio masai sul monte Lonsonyo dove vive la madre di Manyoro. Tornato al suo reggimento a Nairobi, Leon viene accusato ingiustamente di codardia e diserzione, finisce di fronte alla corte marziale e solo il ritorno al reggimento del fedele Manyoro lo salva dalla condanna. Deluso comunque dal comportamento dei suoi superiori, Leon vorrebbe lasciare l'esercito per dedicarsi alla sua grande passione, la caccia ai grandi animali. L'intervento dello zio di Leon, il colonnello Penrod Ballantyne, lo convince a restare nell'esercito destinandolo ad un incarico di spionaggio e al tempo stesso, per permettergli di operare sotto copertura nel nuovo incarico, lo zio ne asseconda le aspirazioni presentandolo ad un famoso cacciatore, Percy Phillips, che lo prende come suo aiutante. Leon, con l'aiuto dei masai, con i quali ha stabilito un rapporto particolare, diventa un abile cacciatore e una guida esperta. Durante un safari organizzato per conto del presidente statunitense Theodore Roosevelt, Leon stringe una forte amicizia con il figlio del presidente, Kermit, insieme al quale uccide un grande numero di elefanti e leoni. Da questa amicizia a Leon deriva una grande fama di cacciatore che valica le frontiere giungendo in Europa.
Uno dei clienti di Leon è il conte Otto Von Meerbach, un industriale tedesco la cui azienda costruisce aeromobili e veicoli per la Germania del Kaiser Guglielmo II

## Edizioni
- Wilbur Smith, Il destino del cacciatore, traduzione di Giampiero Hirzer, collana TEA, Longanesi, 2009,  p. 504, ISBN 978-88-304-2508-8.

- Wilbur Smith, Il destino del cacciatore, traduzione di Serena Lauzi, Milano, HarperCollins, 16 luglio 2020, ISBN 9788869057731.